# Grankulla järnvägsstation

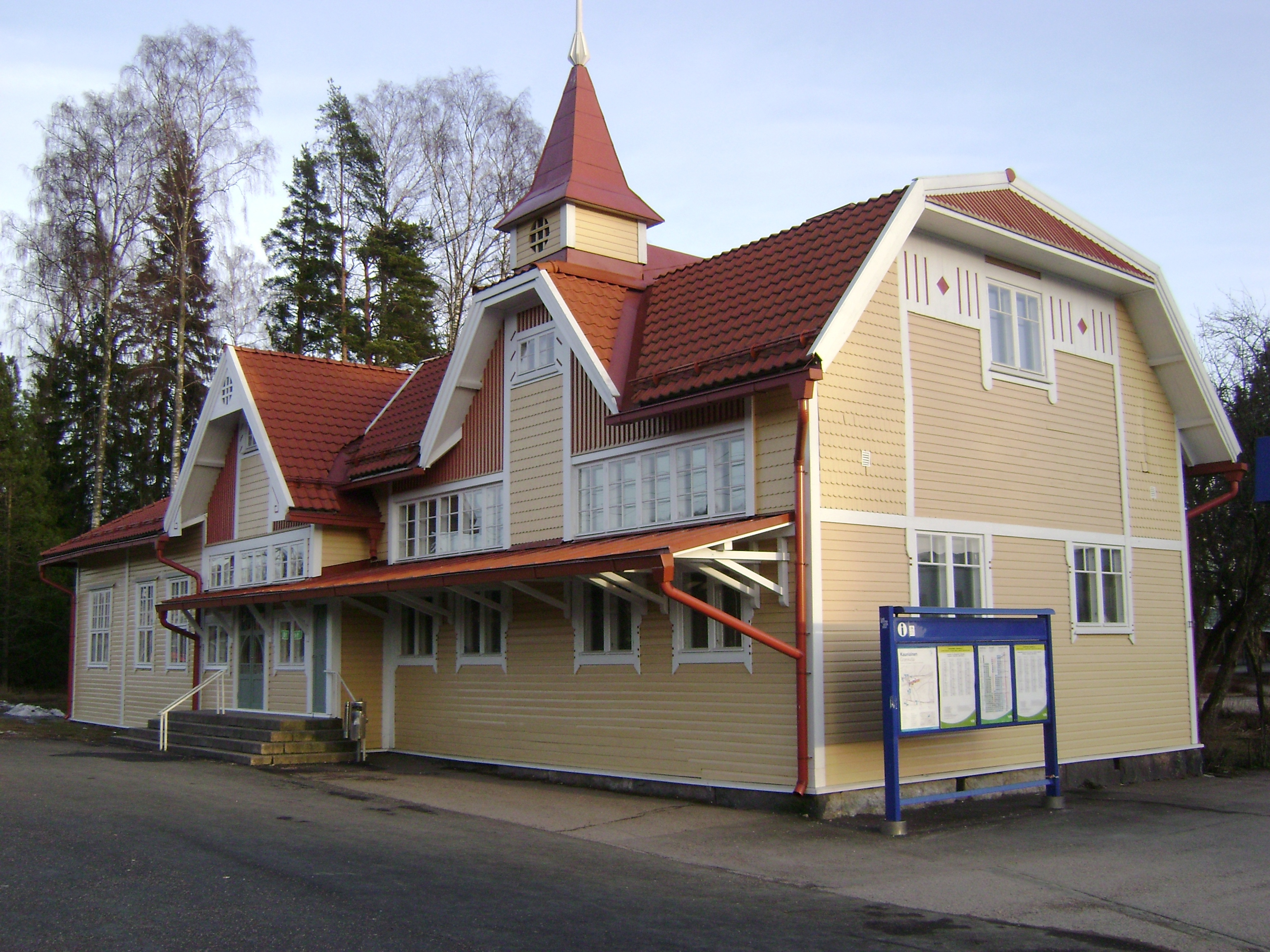
Grankulla järnvägsstation.

Grankulla järnvägsstation  (fi. Kauniaisten rautatieasema) är en järnvägsstation på Kustbanan Åbo-Helsingfors i den nyländska staden Grankulla. Stationen öppnades 1904. Den nuvarande stationsbyggnaden byggdes i nationalromantisk stil 1908 efter ritningar av den finländske arkitekten Bruno F. Granholm. Huvudstadsregionens närtrafiks linje X (Helsingfors–Kyrkslätt), U (Helsingfors–Kyrkslätt), L (Helsingfors–Kyrkslätt) och E (Helsingfors–Köklax) stannar vid stationen.
Den gamla stationsbyggnaden fick svåra skador i en brand i slutet av augusti 2008. Byggnadens västliga del förstördes nästan totalt.